# Каряни
Каряни или Карян (на гръцки: Καριανή, до 1928 година Κάργιανη, Каряни) е село в Егейска Македония, Гърция, част от дем Кушница, област Източна Македония и Тракия.

## География
Селото е разположено на 60 m надморска височина, недалеч от източния бряг на Орфанския залив.

## История

### Етимология
Според Йордан Н. Иванов името е жителско име от местното име *Кар (а) от изчезналото съществително *кар, *кара, „каране“, „свада“, запазено в другите славянски езици.

### Средновековие
Северозападно от селото е разположена крепостта Палеокастро, построена върху праисторическо селище. Крепостта е обявена за паметник на културата в 1980 година.

### В Османската империя
В края на XIX век Каряни е гръцко-турско село в Правищка каза на Османската империя. Александър Синве („Les Grecs de l’Empire Ottoman. Etude Statistique et Ethnographique“), който се основава на гръцки данни, в 1878 година споменава Караяни два пъти: веднъж като Караяни (Karagianni) в Правищката епархия със 720 жители гърци и втори път Караяни (Karagianni) в Ксантийската епархия също със 720 гърци. В селото работи училище. Към 1900 година според статистиката на Васил Кънчов („Македония. Етнография и статистика“) в Кариян живеят 150 турци, 400 гърци и 50 цигани.

### В Гърция
Селото попада в Гърция след Междусъюзническата война в 1913 година. През 20-те години турското му население се изселва по споразумението за обмен на население между Гърция и Турция след Лозанския мир и на негово място са заселени гърци бежанци от Турция. В 1928 година селото е местно-бежанско с 44 семейства със 173 души. Българска статистика от 1941 година показва 550 жители.
Населението отглежда тютюн и пшеница, както и маслини. Частично е развито и скотовъдството.
| Име          | Име           | Ново име    | Ново име    | Описание                                          |
| ------------ | ------------- | ----------- | ----------- | ------------------------------------------------- |
| Арап дере    | Αρὰπ Ντερέ    | Арапис Рема | Αράπης Ρέμα | река С от Каряни, десен приток на Орфанската река |
| Циганли дере | Σογανλὶ Ντερέ | Ватирема    | Βαθύρεμα    | река С от Каряни, ляв приток на Орфанската река   |
| Аслан дере   | Ασλὰν Λάκκος  | Халикорема  | Χαλικόρεμα  | река в Люти рид, И от Каряни                      |
| Ясла         | Γιάσλα        | Терморема   | Θερμόρεμα   | река                                              |

| Година    | 1913 | 1920 | 1928 | 1940 | 1951 | 1961 | 1971 | 1981 | 1991 | 2001 | 2011 | 2021 |
| --------- | ---- | ---- | ---- | ---- | ---- | ---- | ---- | ---- | ---- | ---- | ---- | ---- |
| Население | 635  | 211  | 207  | 597  | 630  | 689  | 487  | 528  | 647  | 696  | 591  | 537  |